# Střeble

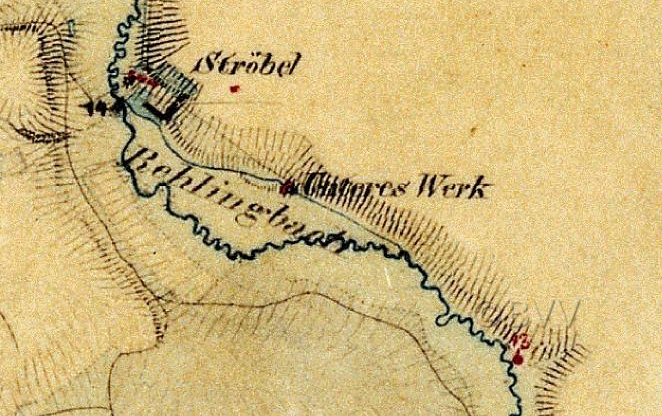
Hammergut Ströbel und Unterwerk auf dem Urkataster von Bayern (ca. 1831)

Střeble (deutsch Ströbl) ist eine Grundsiedlungseinheit der Gemeinde Rozvadov (Roßhaupt) in Tschechien. Das erloschene Dorf befand sich anderthalb Kilometer östlich von Waidhaus unmittelbar an der tschechisch-deutschen Grenze und gehört zum Okres Tachov.

## Geographie
Der Weiler Střeble lag linksseitig des Grenzbaches Rehlingbach / Hraniční potok im böhmischen Teil des Oberpfälzer Waldes (Český les). Nördlich erhebt sich der Greifenstein (619 m ü. M.), im Nordosten der Střebelský vrch (Mittlerberg, 567 m n.m.) und die Smrčina (Föhrenhau, 540 m n.m.), westlich der Gänsbühl (565 m ü. M.) sowie im Nordwesten der Pleysteiner Sulzberg (755 m ü. M.).
Über die Gemarkung verlaufen die Autobahn D 5 und die Staatsstraße II/605 zwischen Rozvadov und Waidhaus.
Nachbarorte waren Grafenau im Norden, Rozvadov, Polesí (Zirk), Robenava (Robenau) und Svatá Kateřina (Sankt Katharina) im Nordosten, Šestý Železný Hamr (Sechster Hammer) im Osten, Diana (Dianaberg), Rybničná (Weiherwiesenhaus) und Železná (Eisendorf) im Südosten, Pfrentschweiher und Pfrentsch im Süden, Zieglhütte im Südwesten, Oberströbl und Pfälzerhof im Westen sowie Frankenreuth im Nordwesten.

## Geschichte
Ströbl wurde vermutlich von Waidhaus aus angelegt. Der erste urkundlich genannte Besitzer des Gutes war im Jahre 1358 Rüdiger Puntzinger aus Eslarn. Die erste Erwähnung eines Hammers am Rehlingbach stammt aus dem Jahre 1387; 1461 wurde ein Hammer in Strebel genannt. Im Jahre 1566 wurde Strebel als wüst bezeichnet. Das Gut war ein Lehen der Herrschaft Tachau. Kaspar Mayer aus Waidhaus ließ 1577 den Hammer wiederaufbauen und zudem einen Herrenhof und eine Mühle errichten. Für 1586 ist belegt, dass jährlich 14 Taler an den Rat der Stadt Tachau zu entrichten waren.
Während des Dreißigjährigen Krieges trafen am 16. Juli 1621 am alten Roßhaupter Weg ein protestantisches Heer unter von Mansfeld mit 20.000 Mann und ein Ligaheer unter von Tilly mit 13.000 Mann aufeinander. Einen Sieger hatte die Schlacht bei Roßhaupt nicht.
Unter Franz Koller blühte der Ort in der zweiten Hälfte des 18. Jahrhunderts auf und hatte ein 1787 errichtetes Schleif- und Polierwerk, eine Spiegelherstellung, und ein Hammerwerk. Koller erwarb das Hammergut 1773; er ließ das Schlösschen erbauen und den Neuhof anlegen. Am Katharinabach bei Petlarn betrieb Koller eine weitere Spiegelschleife. Wegen des 1768 durch die Herrschaft Groß Maierhöfen auf dem Gebiet des Gutes Strebel gegründeten Dorfes Trutz entstanden Streitigkeiten zwischen beiden Grundherrschaften, so dass sich die Grafen Kolowrat entschlossen, das Dorf aufzulösen und die Bewohner auf ihr Territorium nach Zirk umzusiedeln. 1785 gehörten zum emphyteutischen Gut Strebel eine Papiermühle und zwei Spielschleifmühlen. Nach dem Tod Kollers verkauften dessen Kinder das Gut 1819 an Josef Preibisch aus Dobrzan. 1823 übernahm Johann Anton Schram das Gut; er veräußerte es 1834 an den gräflich Nostitz'schen Wirtschaftsrat Franz Josef Hoor.
Im Jahre 1835 umfasste das im Pilsner Kreis an der Grenze zum Kurfürstentum Bayern gelegene und an die Herrschaft Tachau angeschlossene Gut Ströbel einzig das gleichnamige Dorf. Umgeben war es auf böhmischer Seite von der Herrschaft Groß Maierhöfen. Das Dorf Ströbel bestand aus 13 Häusern mit 153 deutschsprachigen Einwohnern. Im Ort gab es ein Schloss (Hammerherrenhaus) mit Wirtschaftsgebäuden, ein Bräuhaus, eine Spiegelschleife und ein Wirtshaus. Der Besitzer des Gutes betrieb zudem die Petlarner Spiegelschleife. Pfarrort war Neuhäusel.
Nach der Aufhebung der Patrimonialherrschaften bildete Ströbl ab 1850 eine Gemeinde im Bezirk Tachau und Gerichtsbezirk Pfraumberg. Ab 1855 gehörte die Gemeinde zum Bezirk Pfraumberg. Im Jahre 1861 wurde Ströbl nach Roßhaupt eingemeindet. Ab 1868 war Ströbl wieder Teil des Bezirks Tachau.
Im Jahre 1869 hatte das Dorf 66 Einwohner und bestand aus 13 Häusern. Zur Unterscheidung vom auf der anderen Seite des Rehlingbaches befindlichen Pfaltzisch Ströbl wurde die Siedlung auch als Böhmisch Ströbl bezeichnet. Im Jahre 1900 lebten in Ströbl 55 Personen, 1910 waren es 104. Nach dem Zusammenbruch der k.k. Monarchie wurde das Dorf 1918 Teil der neu gebildeten Tschechoslowakei. Beim Zensus von 1921 lebten in den 18 Häusern des Dorfes 171 Personen, darunter 159 Deutsche und ein Tscheche. Der tschechische Ortsname Střeble wurde 1924 eingeführt. Nach dem Brand des Hammerherrenhauses wurde der Besitz 1923 parzelliert. 1926 stürzte ein Flugzeug bei Ströbl ab. Im Jahre 1930 bestand Ströbl aus 19 Häusern und hatte 133 Einwohner. Nach dem Münchner Abkommen wurde das Dorf im Herbst 1938 dem Deutschen Reich zugeschlagen und gehörte bis 1945 zum Landkreis Tachau. Nach dem Ende des Zweiten Weltkrieges wurde Střeble wieder Teil der Tschechoslowakei. Die deutschböhmische Bevölkerung wurde vertrieben und das Dorf wegen der Grenznähe nicht wiederbesiedelt. Die am Haus Nr. 2 befindliche Dorfglocke wurde in dieser Zeit nach Braunetsrieth verbracht. Im Jahre 1950 lebten in den 19 Häusern von Střeble nur noch vier Personen. Der Ortsteil Střeble wurde 1952 nach der Errichtung des Eisernen Vorhangs aufgehoben. In dieser Zeit wurden die Häuser von Střeble einschließlich Nový Dvůr und Spechamühle abgerissen.
Zum 1. Februar 2000 wurde die Grundsiedlungseinheit Střeble mit Definition als Verkehrsgebiet eingerichtet. Die Ortswüstung ist heute vernässt und überwachsen. Erkennbar sind alte Wege und Grundmauern von Gebäuden.

### Grenzübergänge Rozvadov - Waidhaus
Der alte Roßhaupter Weg, eine wichtige grenzüberschreitende Ärarialstraße von Roßhaupt nach Waidhaus, war bereits in der Mitte des 18. Jahrhunderts zur Chaussee ausgebaut und setzte sich auf bayerischer Seite am Hegerhaus Tiefenloh ebenso fort. Vor der Grenzbrücke über den Rehlingbach wurde in der zweiten Hälfte des 19. Jahrhunderts im nördlichen Teil der Gemarkung Ströbl das einschichtige Grenzhäusel, später Hotel Zur Landesgrenze errichtet.
Nach dem Ende des Zweiten Weltkrieges war der Grenzübergang einer der Hauptabwicklungspunkte der Flüchtlingsströme von Vertriebenen nach Bayern. Zwischen 1949 und 1954 war er der einzige Straßengrenzübergang zwischen der Tschechoslowakei und der Bundesrepublik Deutschland. Ab 1949 begann der Bau der Grenzsicherungsanlagen. In dieser Zeit wurde der Grenzübergang stark von europäischen Diplomaten genutzt. Mit der Wiederaufnahme von touristischen Busreisen aus der Bundesrepublik in die Tschechoslowakei im Jahre 1957 wurden diese über den Grenzübergang Rozvadov – Waidhaus abgewickelt, der bald zum am stärksten frequentierten und größten deutsch-tschechoslowakischen Grenzübergang wurde. Ab 1972 erfolgten mehrere Erweiterungen der Abfertigungsanlagen sowie der Wach- und Zollgebäude. Nach der Samtenen Revolution führte der durch die Grenzöffnung stark angestiegene Pkw- und Lkw-Verkehr zur Überlastung des Grenzüberganges von der Silnice I/5 zur deutschen B 14.
Mit der Fertigstellung des Abschnittes der Autobahn D 5 zwischen Sulkov und der Staatsgrenze sowie des neuen Zollhofs wurde im November 1997 dicht am Standort der ehemaligen Spiegelschleife der Autobahngrenzübergang Rozvadov – Waidhaus mit Anschluss an die deutsche BAB 6 freigegeben. Die Silnice I/5 wurde zur Silnice II/605 herabgestuft. Der alte Grenzübergang war danach Fußgängern, Radfahrern, Motorrädern, Pkws, Bussen sowie dem regionalen Gütertransport bis 3,5 t vorbehalten.
Nach dem Beitritt Tschechiens zur EU entfielen 2004 die Zollkontrollen. Es wurden gemeinsame Kontrollstellen mit tschechischen und bayerischen Grenzbeamten eingerichtet. Im Dezember 2007 erfolgte infolge des Beitritts zum Schengen-Raum die Aufhebung der Grenzübergänge. Sie können jedoch im Falle einer vorübergehenden Wiedereinführung des Binnengrenzschutzes wieder in Betrieb genommen werden.

## Ortsgliederung
Zu Střeble gehören die Wüstungen Nový Dvůr (Neuhof) und Spechamühle bzw. Oberwerk. Die Grundsiedlungseinheit bildet einen Katastralbezirk.

## Sehenswürdigkeiten
- Museum des Eisernen Vorhangs (Muzeum železné opony), 2010 im ehemaligen Zollamt des alten Grenzübergangs der Staatsstraße auf Initiative des Heimatvereins Waidhaus eingerichtet.
- Gedenkstein für Pavol Juhás, nördlich der Dorfstelle am Waldrand. Der Soldat der Grenzwache wurde am 2. April 1955 auf Streife von seinem desertierenden Kameraden erschossen.
- Gedenkstein an die Schlacht bei Roßhaupt vom 16. Juli 1621, der Obelisk steht am alten Grenzübergang und wurde 2021 enthüllt